# Idiochlora viata
Idiochlora viata är en fjärilsart som beskrevs av Moore 1887. Idiochlora viata ingår i släktet Idiochlora och familjen mätare. Inga underarter finns listade i Catalogue of Life.